# Маре, Ханс фон
Йохан Рейнхард (Ханс) фон Маре (нем. Johann Reinhard von Marées, Hans von Marées; 24 декабря 1837, Эльберфельд — 5 июня 1887, Рим) — немецкий живописец и график, наряду с Арнольдом Бёклином и Ансельмом Фейербахом является представителем раннего немецкого символизма и неоклассицизма. Один из влиятельных теоретиков искусства, создатель так называемой «идеалистической живописи», организатор «Pимского кружка» немецких художников в Италии.

## Биография и творчество
Ханс фон Маре родился в Эльберфельде (ныне Вупперталь, Северный Рейн-Вестфалия), в семье чиновника, выходца из старинного франко-голландского дворянского рода. Его дед, президент Анхальтской палаты Карл фон Маре (1765—1845), был принят в дворянство Ангальт-Дессау в 1826 году и приходился дядей прусскому генерал-майору Луи фон Маресу. Его родителями были президент Прусской палаты в Кобленце Адольф фон Маре (1801—1874) и его жена Фридерика Зусман (1810—1864), дочь еврейского купца Зусмана. Его брат Георг (1834—1888) был прусским подполковником и военным писателем.
Маре продемонстрировал талант к рисованию в раннем возрасте. В 1854 году он стал учеником Карла Штеффека в Берлинской академии искусств, но расстался с ним всего через год. После военной службы он приехал в 1857 году в Мюнхен, где работал с натуры в кругу своих друзей Франца фон Ленбаха, Адольфа Лира и Антона Тейхляйна. В противовес академии он стал использовать тёмный живописный колорит, подражая старым картинам малых голландцев. Помимо батальных сцен и пейзажей он создавал запоминающиеся портреты друзей и автопортреты. Маре частично рисовал и делал копии по поручению посланника Сверчкова для российского барона и мецената Александра фон Штиглица.

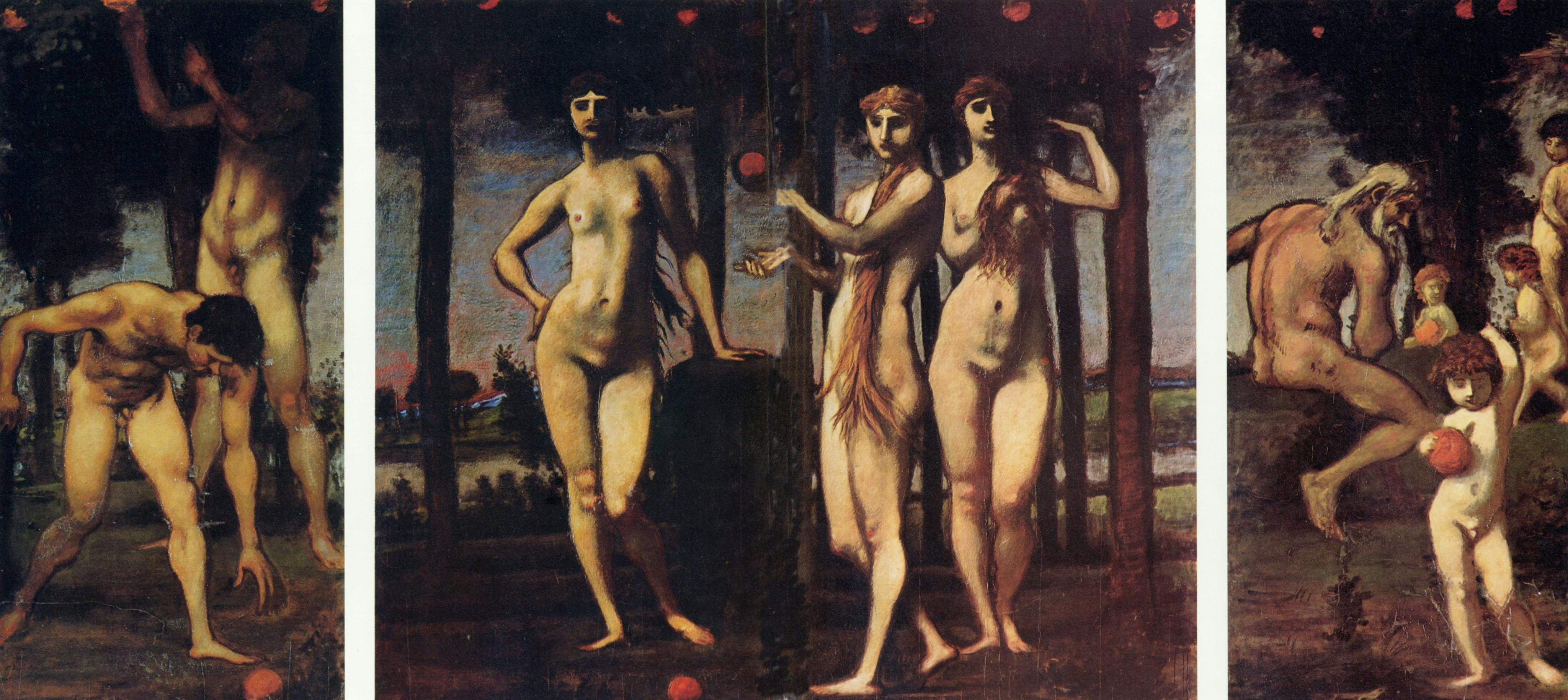
Геспериды. Триптих. 1884—1887. Дерево, масло. Мюнхен, Новая Пинакотека

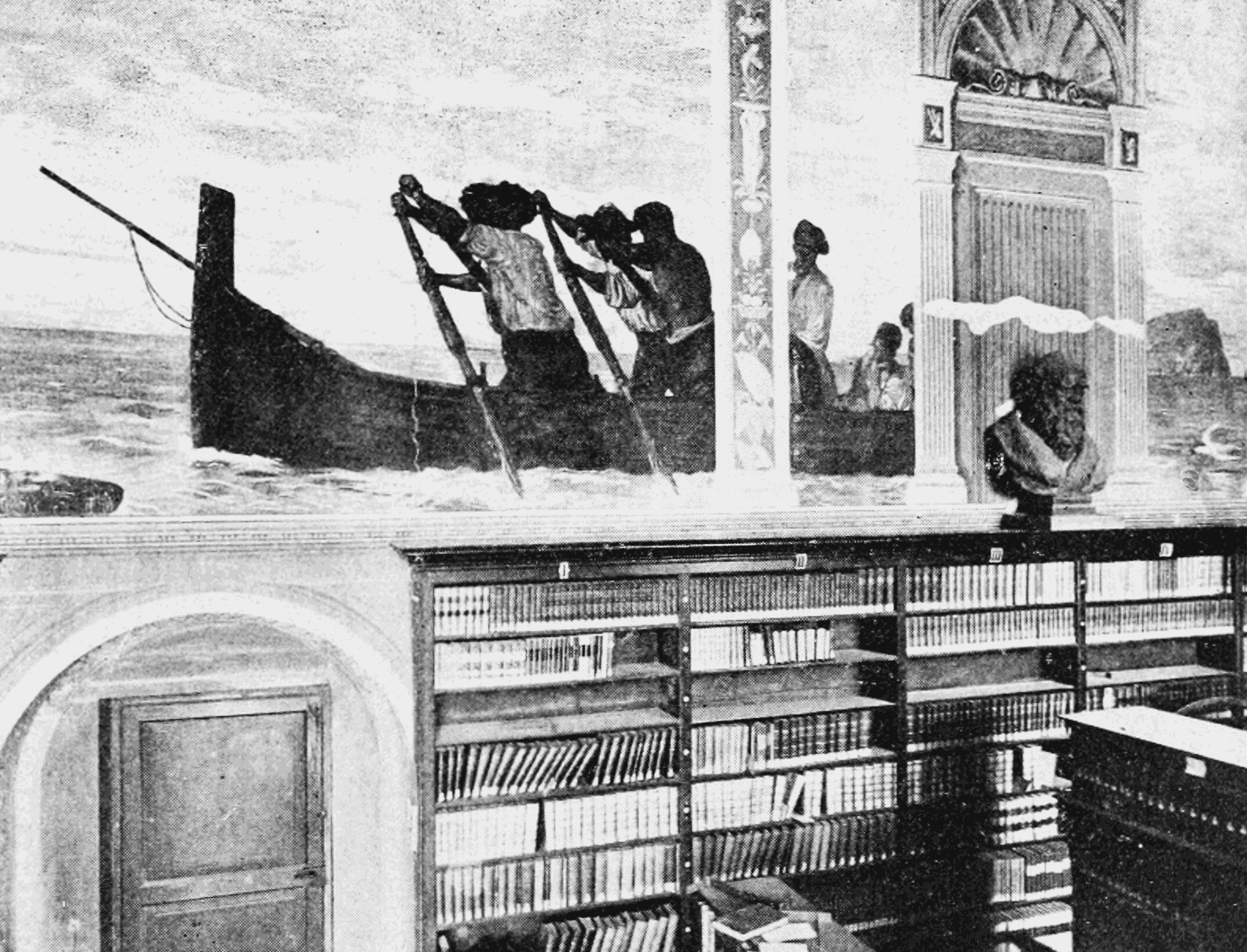
Зал библиотеки Зоологической станции в Неаполе с фреской Х. фон Маре

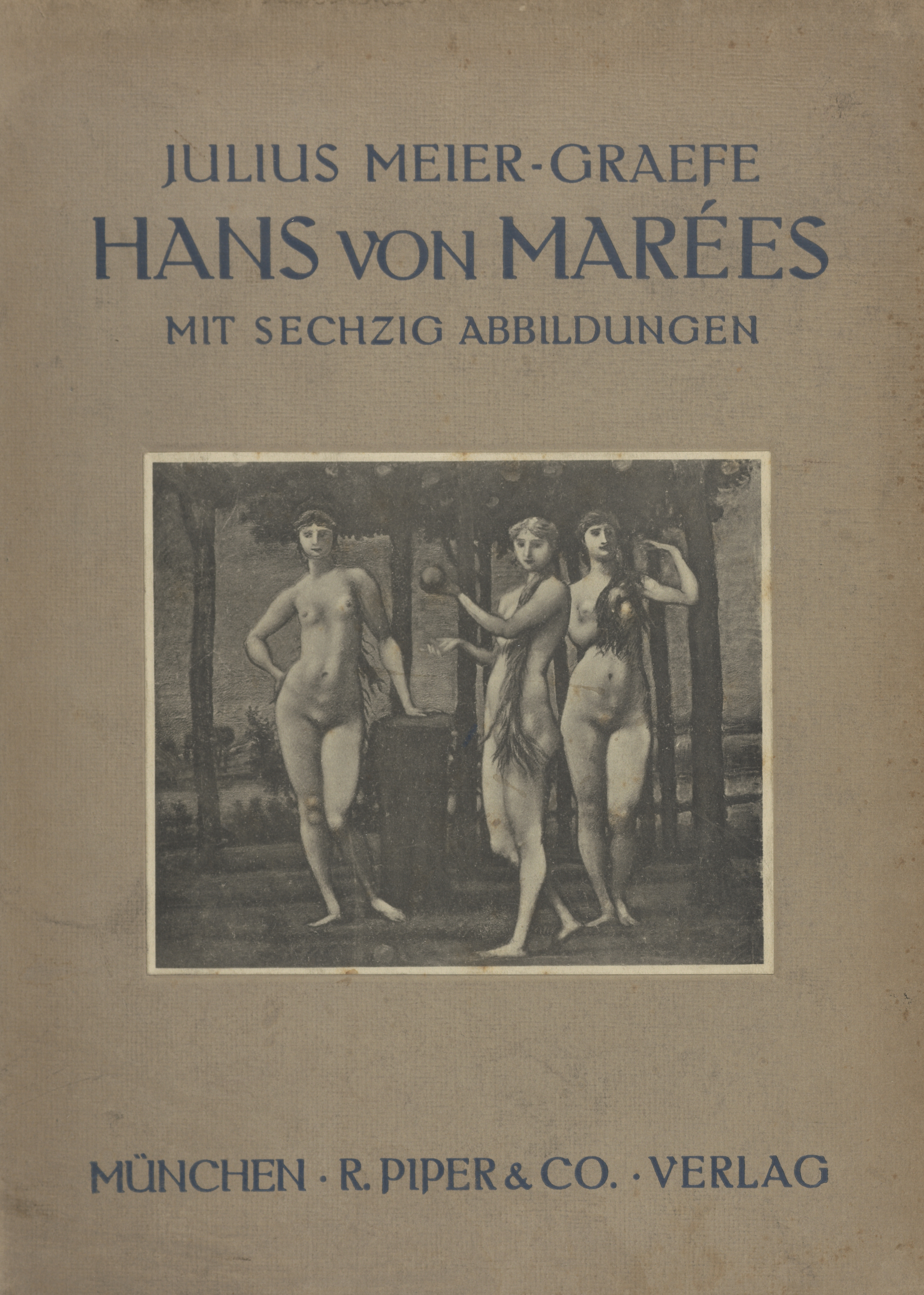
Julius Meier-Graefe. Hans von Marees. 1912

В Мюнхене Маре также познакомился с немецким поэтом, писателем, историком литературы и искусства, графом Адольфом Фридрихом фон Шаком, который в 1864 году приобрёл у него картину «Швемме», написанную в голландской традиции. После чего по поручению графа Ханс фон Маре отправился в Рим, где занимался копированием знаменитых картин для Галереи Шака в Мюнхене. Заказчик рассматривал эту деятельность как своего рода обучение для молодого художника, но в первую очередь он хотел получить от него копии классических картин для своей коллекции. Маре, с другой стороны, всё более стремился к развитию собственной изобразительной формы, изучая живопись художников итальянского Возрождения. В последующие годы он в подробных письмах пытался убедить Шака, что терпение коллекционера того стоит. Однако Шак отреагировал осторожно и, очевидно, сократил финансовые пожертвования, когда с 1866 года у Маре начался длительный творческий кризис, и о нём почти ничего не было слышно. В 1868 году из-за продолжающегося взаимного недовольства разочарованный художник окончательно разорвал контакты с Шаком.
Вскоре после этого Маре встретился в Риме со скульптором Адольфом фон Гильдебрандом и философом культуры Конрадом Фидлером и нашёл в последнем нового покровителя. Во время совместной поездки в 1869 году по Франции, Голландии и Испании, Маре был особенно впечатлён живописью Эженом Делакруа с необычайной экспрессией и силой цвета, что привело его к идее создать в Италии собственный кружок единомышленников, «живописцев-неоидеалистов: немецких римлян».
Объединение составили помимо Маре Конрад Фидлер и Адольф фон Гильдебранд. К ним примкнули Арнольд Бёклин (1827—1901), приехавший в Рим в 1850 году, и Ансельм Фейербах (1829—1880), прибывший в Вечный город в 1855 году. Члены кружка работали в Риме в 1860—1870-х годах, желая приобщиться к «истинным» ценностям художественной культуры, противопоставляя их «упадническому» немецкому искусству того времени.
Маре не был женат, а его живопись не привлекала внимания заказчиков. Единственным крупным заказом в его жизни были фрески для строящейся Зоологической станции (Aquarium) в Неаполе, финансируемые Фидлером (1873—1874). В эту работу Маре вложил все свои художественные идеи.
Маре был поражён «особенным чувством формы», присущим итальянским художникам. У них он учился ясности и конструктивности композиции. Найти идеальное соотношение между формой и пространством художники итальянского Возрождения, было одной из главных задач его работы. Маре и Фидлер стремились создать простую и ясную концепцию «мудрого вѝдения», преодолеть распространённый в то время в искусстве натурализм, салонность и омертвелый академизм. В своих живописных произведениях Маре пытался отойти от «бездумного копирования действительности» и научиться выявлять «пластическую определённость», структурную основу изображения, так «как это умели делать древние греки». В произведениях Маре будто оживают рельефы древнегреческих метоп и надгробий. Они отличаются конструктивностью композиции и ясностью формообразования.
Например, на фреске Зоологической станции «Отъезд рыбаков» конструктивная роль вертикалей и горизонталей представляет собой явную отсылку к классическим фрескам художников итальянского Возрождения, а лодка «гребущих рыбаков», с усилием преодолевающих течение, направлена против «сильной диагонали» композиции, что, соответственно «диагональному методу» хорошо согласуется с зрительным ощущением затруднённости движения.
Теоретиками «римского кружка» считались К. Фидлер и А. фон Гильдебранд, но последний в 1909 году вспоминал, что все основные идеи исходили от Маре, старшего в их группе. «Всё самое важное, — писал Гильдебранд, — Маре нашёл во взаимоотношениях картины (Bildkonstellation). Предметы природы должны быть сопоставлены одни с другими так, чтобы уже в их расположении заключались все условия для сильнейшего выявления формального и красочного бытия… Картины его всегда взаимоотношения, всегда новые результаты его проникновения в тайны художественного строения… Перекрещивания, контрастирование величин, обобщение планов и направлений использованы так мудро и с таким проникновением в важность силы иллюзии, что в картине ничто не остаётся незначительным и без коренного влияния на общее».

 Главной идеей творчества Маре была мысль, почерпнутая из философии Фидлера, о красоте единения природы и человека. Маре создавал картины идеального, сочинённого им рая, по живописным приёмам они были близки импрессионизму, а по творческому методу — романтизму. Вместе с тем, Маре — неоклассик, его картины конструктивны… Этот композиционный классицизм Маре соединил с импрессионистической, пленэрной манерой живописи. Его зрелые произведения… демонстрируют понимание искусства живописи как «мудрости ви́дения». Он стремился отойти от бездумного копирования действительности и научиться выявлять «пластическую определённость», структурную основу изображения, полностью подчинив этому форму и цвет…
Слава к художнику пришла посмертно. Наиболее известные из его работ — триптихи, созданные в последнее десятилетие жизни (например «Свадьба», 1884/85—1887, Мюнхен, Новая пинакотека) — заслужили после 1900 года внимание целого поколения молодых немецких художников. Трёхтомную монографию о Маре в 1910 году опубликовал Ю. Мейер-Грефе (Hans von Marées: Sein Leben und sein Werk. 3 Bände. — Piper, München 1909—1910. — Band 1: Geschichte des Lebens und des Werkes. 1910. — Band 2: Katalog. 1909, mit 1000 Abbildungen. — Band 3: Briefe und Dokumente. 1910).

## Галерея

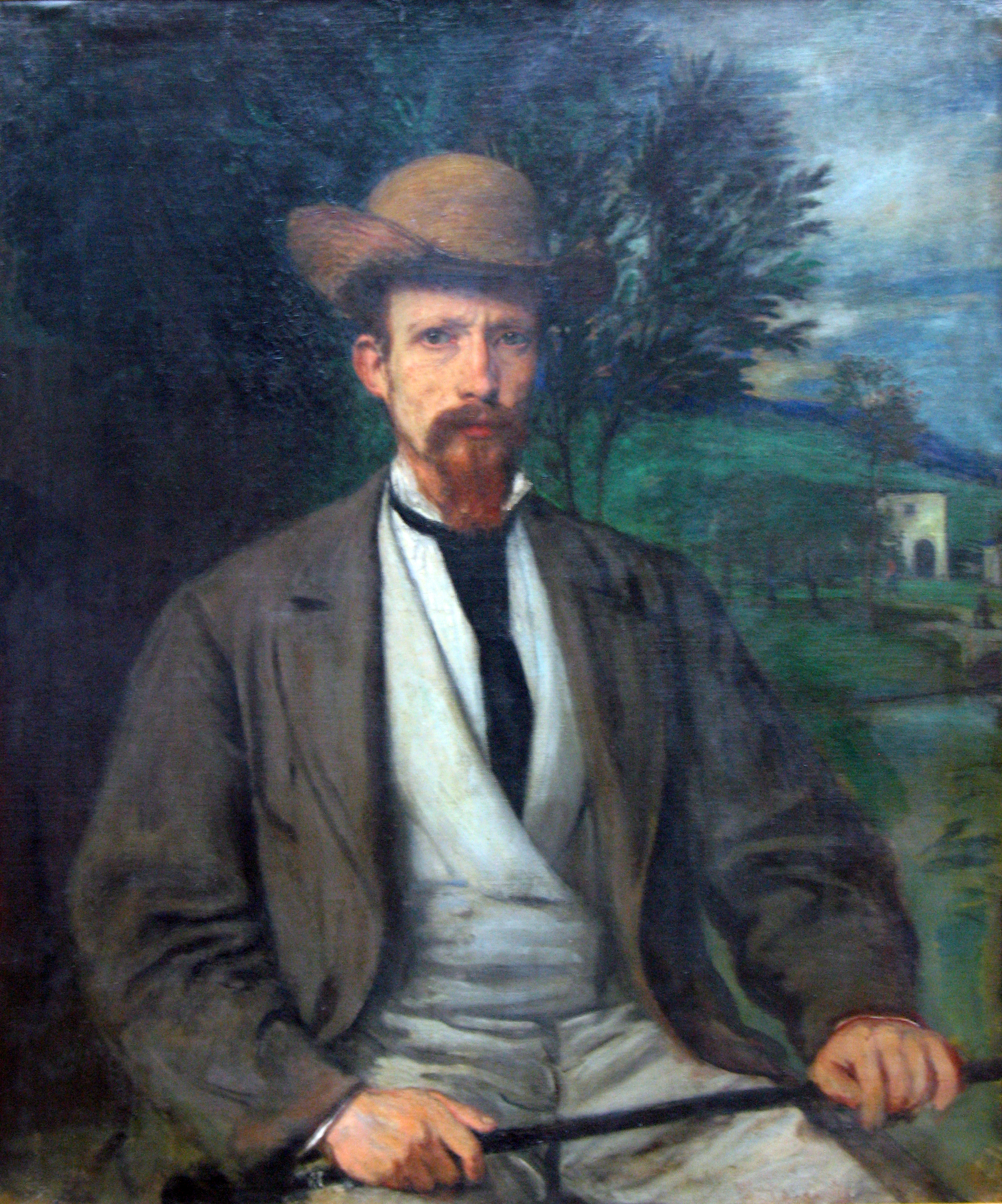
Автопортрет в жёлтой шляпе. 1874. Холст, масло. Старая национальная галерея, Берлин
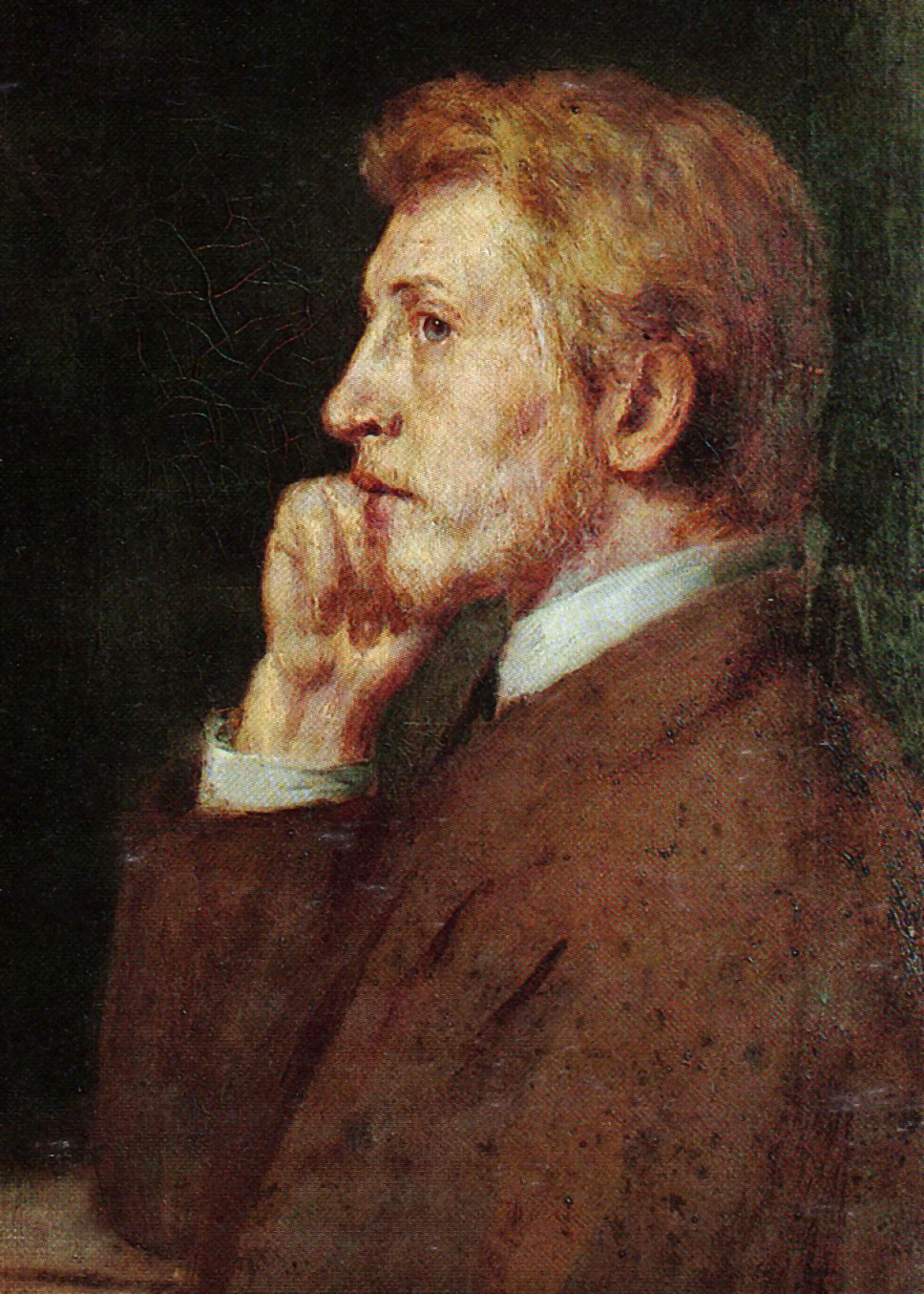
Портрет Адольфа фон Гильдебранда. Деталь картины «Портрет Гильдебранда и Гранта. 1870. Холст, масло. Кунстхалле, Мангейм
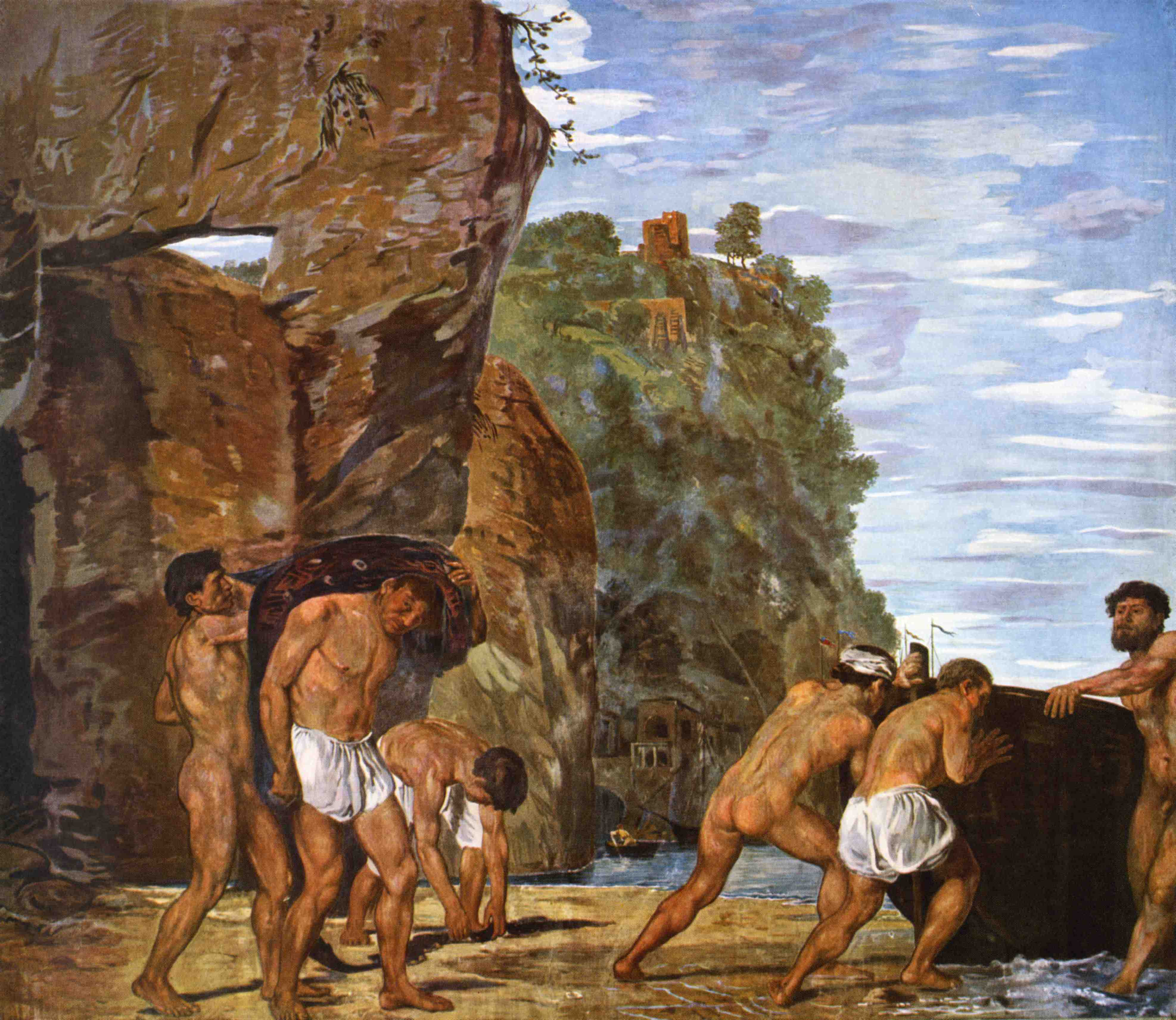
Отъезд рыбаков. Фреска Зала библиотеки Зоологической станции. 1873—1874. Неаполь
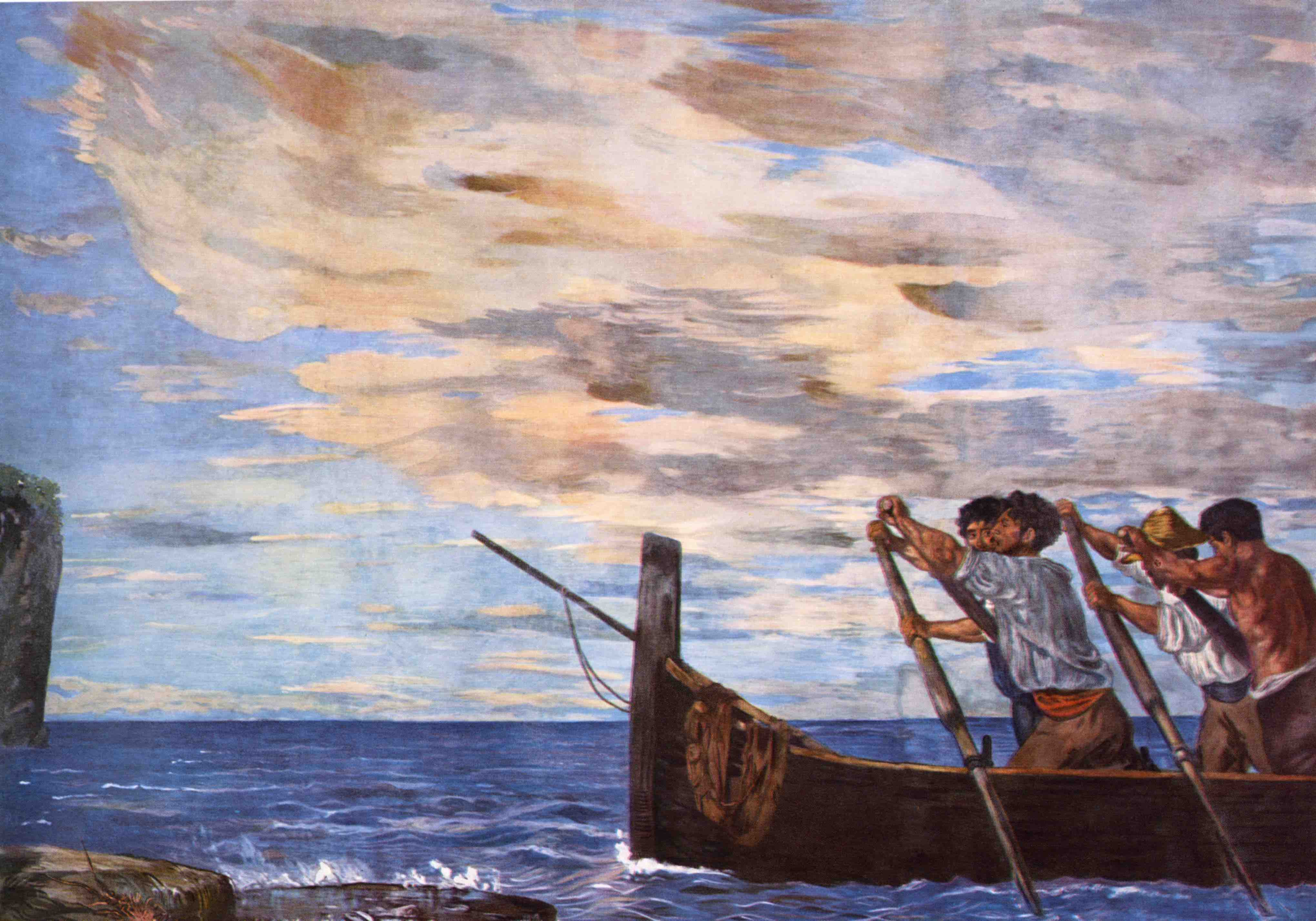
Гребущие рыбаки. Фреска Зала библиотеки Зоологической станции. 1873—1874. Неаполь
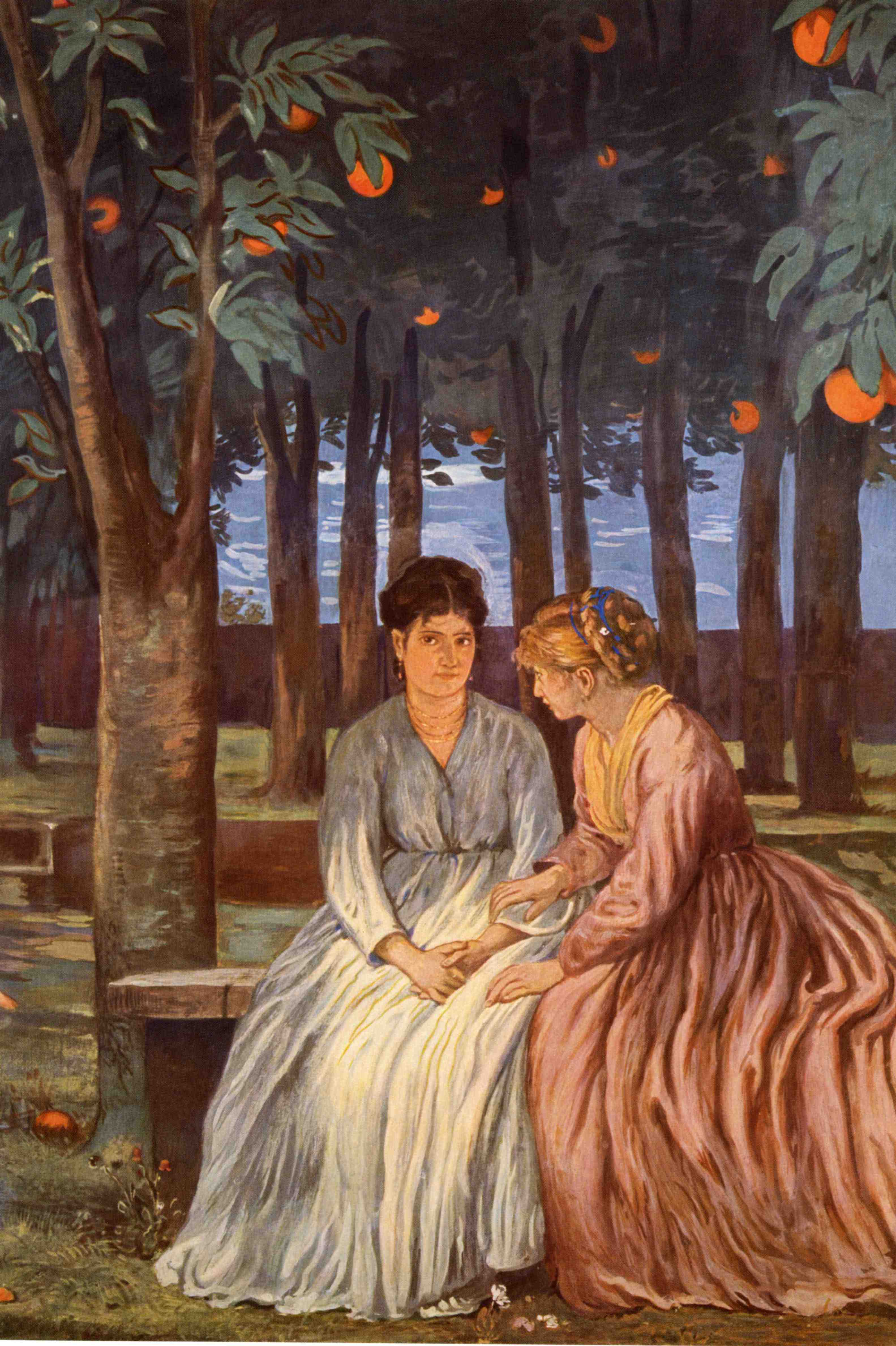
Женщины в апельсиновой роще. Деталь фрески
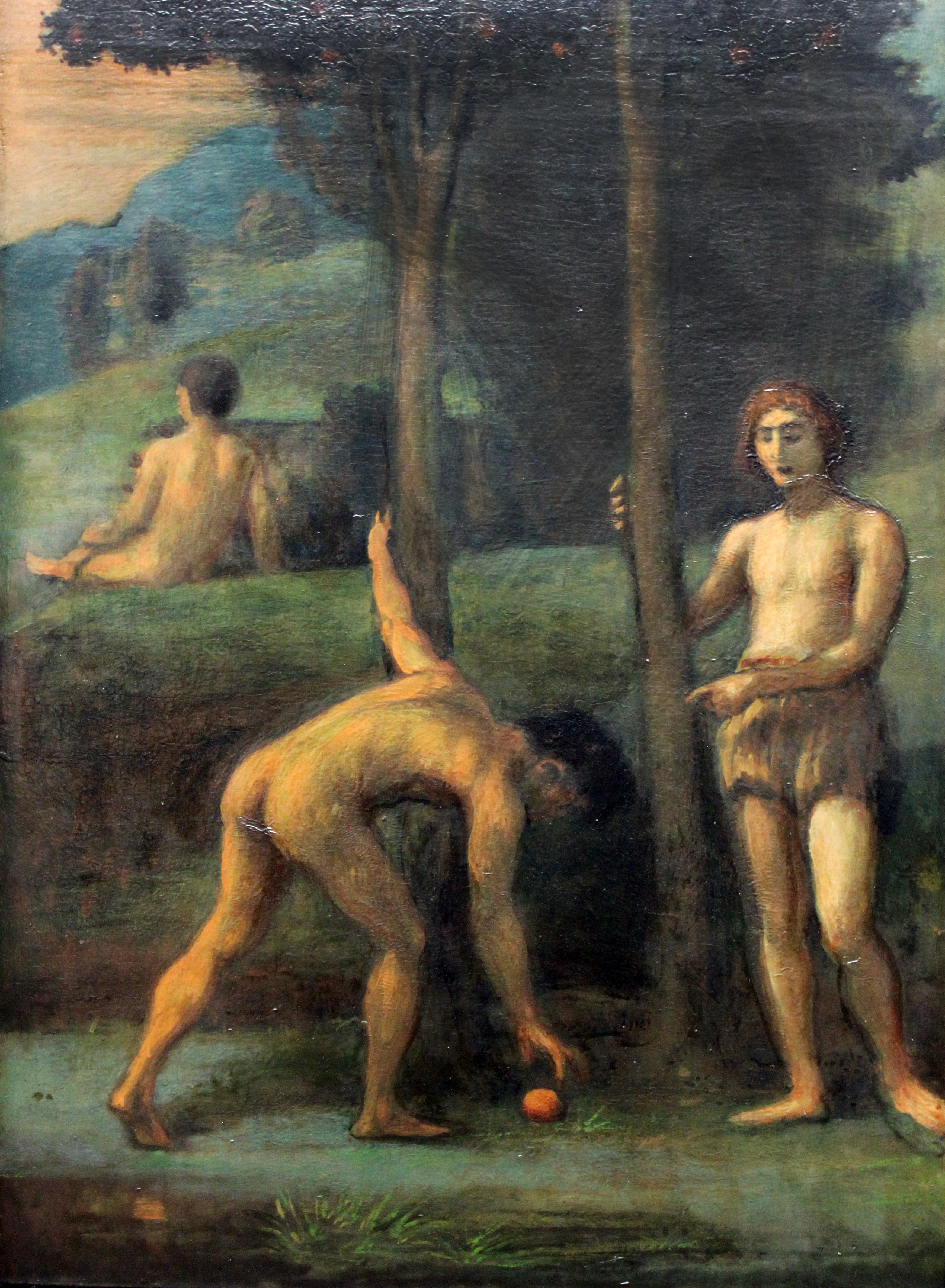
Трое юношей в апельсиновой роще. 1880. Холст, масло. Старая национальная галерея, Берлин
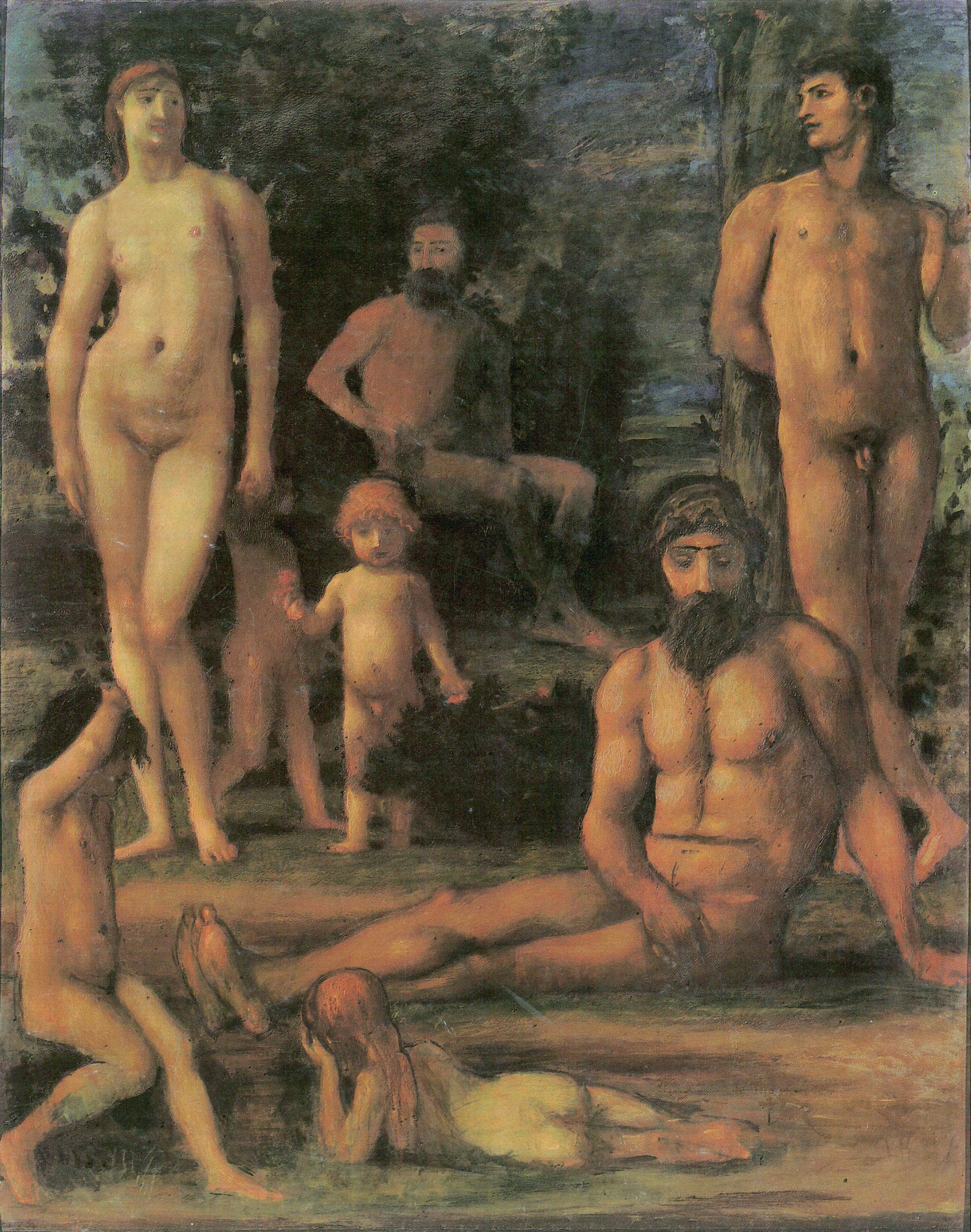
Золотой век. Между 1880 и 1883. Дерево, темпера, гуашь, масло. Новая пинакотека, Мюнхен
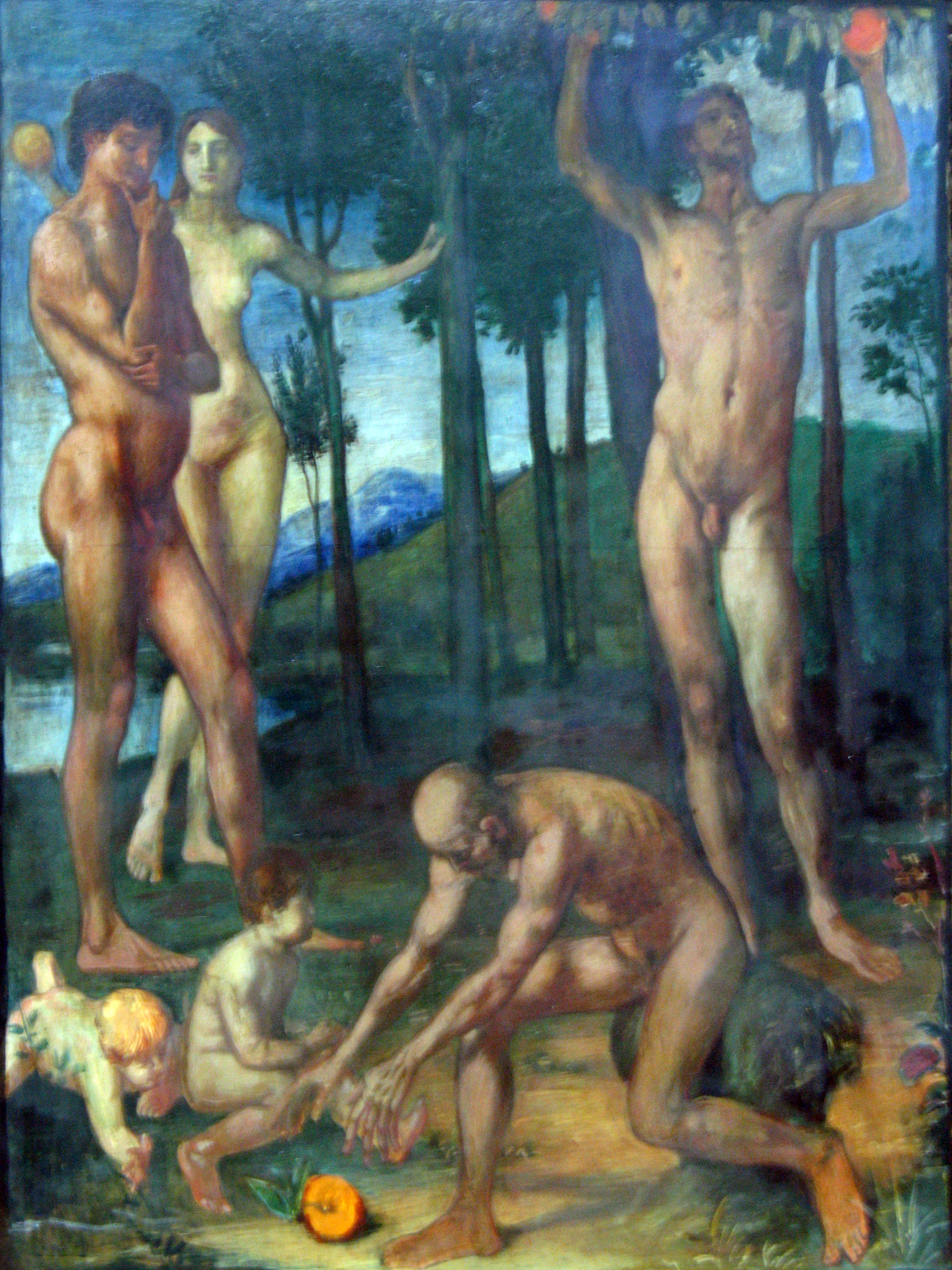
Возрасты жизни. 1877. Дерево, масло. Старая национальная галерея, Берлин
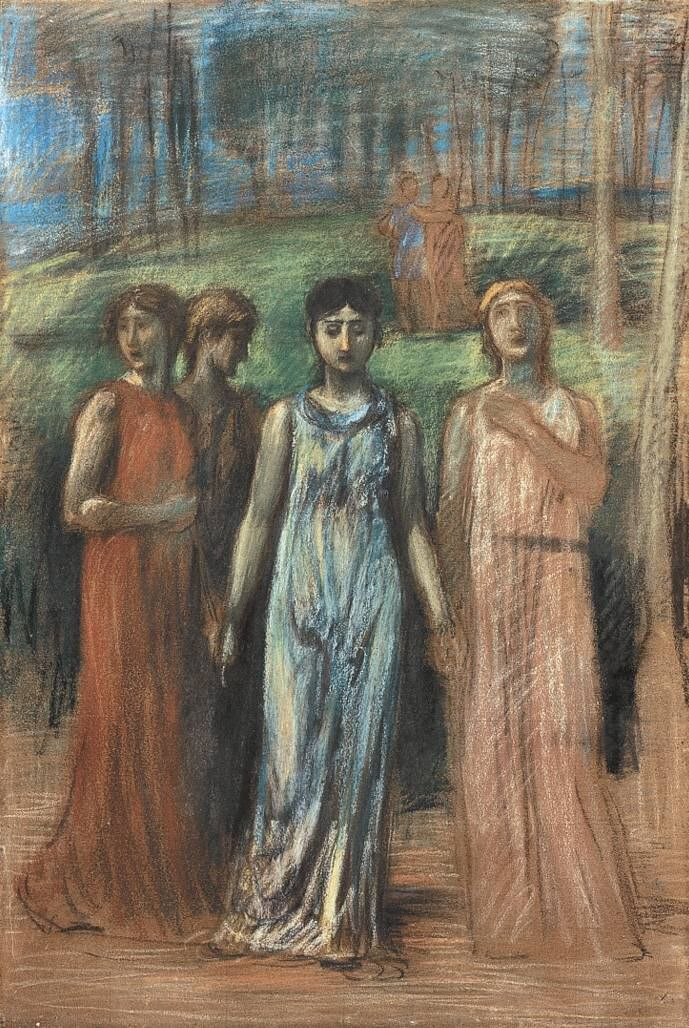
Поющие девушки. Ок. 1885. Картон, уголь, пастель. Баварские государственные собрания картин, Мюнхен